# Oberonia exaltata
Oberonia exaltata är en orkidéart som beskrevs av Rudolf Schlechter. Oberonia exaltata ingår i släktet Oberonia och familjen orkidéer.
Artens utbredningsområde är Sulawesi. Inga underarter finns listade i Catalogue of Life.